# Chèvres naines d'Afrique de l'Ouest
 (janvier 2021).
La mise en forme du texte ne suit pas les recommandations de Wikipédia : il faut le « wikifier ».
Les points d'amélioration suivants sont les cas les plus fréquents :
- Les titres sont pré-formatés par le logiciel. Ils ne sont ni en capitales, ni en gras.
- Le texte ne doit pas être écrit en capitales (les noms de famille non plus), ni en gras, ni en italique, ni en « petit »…
- Le gras n'est utilisé que pour surligner le titre de l'article dans l'introduction, une seule fois.
- L'italique est rarement utilisé : mots en langue étrangère, titres d'œuvres, noms de bateaux, etc.
- Les citations ne sont pas en italique mais en corps de texte normal. Elles sont entourées par des guillemets français : « et ».
- Les listes à puces sont à éviter, des paragraphes rédigés étant largement préférés. Les tableaux sont à réserver à la présentation de données structurées (résultats, etc.).
- Les appels de note de bas de page (petits chiffres en exposant, introduits par l'outil «  Source ») sont à placer entre la fin de phrase et le point final[comme ça].
- Les liens internes (vers d'autres articles de Wikipédia) sont à choisir avec parcimonie. Créez des liens vers des articles approfondissant le sujet. Les termes génériques sans rapport avec le sujet sont à éviter, ainsi que les répétitions de liens vers un même terme.
- Les liens externes sont à placer uniquement dans une section « Liens externes », à la fin de l'article. Ces liens sont à choisir avec parcimonie suivant les règles définies. Si un lien sert de source à l'article, son insertion dans le texte est à faire par les notes de bas de page.
- La présentation des références doit suivre les conventions bibliographiques. Il est recommandé d'utiliser les modèles {{Ouvrage}}, {{Chapitre}}, {{Article}}, {{Lien web}} et/ou {{Bibliographie}}. Le mode d'édition visuel peut mettre en forme automatiquement les références.
- Insérer une infobox (cadre d'informations à droite) n'est pas obligatoire pour parachever la mise en page.

Pour une aide détaillée, merci de consulter Aide:Wikification.
Si vous pensez que ces points ont été résolus, vous pouvez retirer ce bandeau et améliorer la mise en forme d'un autre article.
La chèvre naine d’Afrique de l’Ouest (West African Dwarf) est une race assez hétérogène ou un groupe de races de chèvre domestique provenant de la côte ouest et du centre de l’Afrique, dans un périmètre s’étendant approximativement du Sénégal au Congo. Elle est caractérisée par une achondroplasie ou nanisme, une caractéristique qui peut être une réponse aux conditions environnementales des humides forêts de la région, et aussi par un certain degré de résistance à la trypanosomiase transmise par les glossines ou « la maladie du sommeil ». 
Il y a de nombreuses souches régionales ou races dans le groupe, les autres noms pour le groupe dans son ensemble comprennent : African Dwarf, Djallonké ou Fouta Jallon, Grassland Dwarf ou Chèvre naine des Savanes, Guinean ou Guinean Dwarf, Forest Goat ou Pygmy. 

## Histoire
La naine d’Afrique de l’Ouest est une race traditionnelle de l’Ouest ou du centre de l’Afrique. Ses caractéristiques de nanisme peuvent avoir évolué en réponse aux conditions climatiques des forêts humides de la région. 
Ces chèvres ont été exportées à plusieurs reprises en Europe et aux États-Unis, initialement pour les zoos ou les laboratoires de recherche. Plusieurs races découlent de ces imports, parmi elles l’américaine pygmée et la naine nigériane aux États-Unis, la pygmée au Royaume-Uni, la naine hollandaise ou chèvre naine néerlandaise aux Pays-Bas et la Tibetana en Italie. 

## Caractéristiques
La chèvre naine d’Afrique de l’Ouest est acondroplaste, avec une taille de 30 à 50 cm. Les mâles adultes pèsent de 20 à 25 kg et les femelles de 18 à 22 kg. Les deux genres possèdent des cornes recourbées vers l’extérieur et vers l’arrière pour les mâles. Les mâles ont également une barbe et parfois une crinière. Ces chèvres ont un cou relativement long, une poitrine large et un dos droit. Leurs pattes sont courtes et le pis est petit mais bien fonctionnel. La plupart ont le poil court et des couleurs vairées, le chamoisé étant probablement la robe la plus courante mais le noir, le rouge le crème et le pie sont également rencontrés. 
Il y a de nombreuses souches régionales et des lignées diverses au sein de ce groupe de chèvres naines d’Afrique de l’Ouest. Il inclut la naine du Cameroun au Cameroun, la Casamance au Sénégal, la naine de Côte d’Ivoire en Côte d’Ivoire, la Djougry ou Chèvre naine de l’Est en Mauritanie, la Ghan Forest au Ghana, la Kirdi au nord du Cameroun et au sud du Chad, la Kosi au Cameroun et la naine Nigériane au Nigeria. Au Burkina Faso et au Togo, la Fouta Djallon ou Djallonké inclut d’autres souches traditionnelles comme la Bath, la Kanem, la Kobbi, la Lac, la Massakori, la Mayo et la Mossi. 

## Utilisation
La chèvre naine d’Afrique de l’Ouest est importante dans l’économie des villages ruraux d’Afrique de l’Ouest. Les chèvres naines nigérianes d’Afrique de l’Ouest sont trypanotolérantes (elles résistent aux infections de Trypanosoma) et haemoncotolérantes (elles résistent aux infestations dues aux parasites gastro-intestinaux de type Haemonchus contortus beaucoup plus facilement que d’autres races de chèvres domestiques). 
La chèvre naine d’Afrique de l’Ouest est capable de se reproduire à partir de 12 à 18 mois. Les naissances multiples sont très courantes, les jumeaux étant normaux et les triplés fréquents. Ces chèvres sont très souvent gardées en troupeaux par les familles qui consomment ou vendent le lait et la viande.

## Sources
- Barbara Rischkowsky, D. Pilling (eds.) (2007). List of breeds documented in the Global Databank for Animal Genetic Resources, annex to The State of the World's Animal Genetic Resources for Food and Agriculture. Rome: Food and Agriculture Organization of the United Nations.  (ISBN 9789251057629). Accessed January 2017.
- Valerie Porter, Lawrence Alderson, Stephen J.G. Hall, D. Phillip Sponenberg (2016). Mason's World Encyclopedia of Livestock Breeds and Breeding (sixth edition). Wallingford: CABI.  (ISBN 9781780647944).
- R. T. Wilson (1991). Small Ruminant Production and the Small Ruminant Genetic Resource in Tropical Africa. Rome: Food and Agriculture Organization of the United Nations.  (ISBN 9789251029985).
- Trypanotolerant Livestock in West & Central Africa. Addis Ababa, Ethiopia: International Livestock Centre for Africa; Food and Agriculture Organization of the United Nations; United Nations Environment Programme.
- Chiejina, Samuel N.; Behnke, Jerzy M.; Fakae, Barineme B. (2015). "Haemonchotolerance in West African Dwarf goats: contribution to sustainable, anthelmintics-free helminth control in traditionally managed Nigerian dwarf goats".